# Nathan Markelo
Nathangelo Alexandro "Nathan" Markelo (Groningen, 7 januari 1999) is een Nederlands voetballer. Hij kan als verdediger en middenvelder. Eerder kwam hij onder meer uit voor FC Twente, Jong PSV en Excelsior en stond hij onder contract van het Engelse Everton FC.

## Clubloopbaan
Nathan Markelo was jeugdspeler van ASV De Dijk en VPV Purmersteijn. Op dertienjarige leeftijd maakte hij de overstap naar de jeugd van FC Volendam. Hij werd gezien als groot talent en in 2017 tekende hij een contract bij het Engelse Everton FC, waar hij werd toegevoegd aan het O23-elftal van trainer David Unsworth.
Bij Everton wist hij niet door te breken naar het eerste elftal. In juli 2020 werd hij voor één seizoen verhuurd aan FC Twente. Bij deze club speelde zijn vijf jaar jongere broer Jahnoah Markelo op dat moment in de jeugd. Op 12 september 2020 maakte Markelo in een thuiswedstrijd tegen Fortuna Sittard zijn debuut in de Eredivisie. Hij viel in deze wedstrijd in voor Tyronne Ebuehi. Mede door een langdurige blessure aan het begin van het seizoen wist hij bij FC Twente geen vaste basisplaats te veroveren. Na het einde van het seizoen keerde hij terug naar Everton.
In augustus 2021 verruilde hij Everton voor PSV. Markelo werd toegevoegd aan de selectie van Jong PSV, dat uitkomt in de Eerste divisie. Hij kwam in zijn eerste seizoen tot dertig wedstrijden. In juli 2022 verkaste hij naar het naar de Eredivisie gepromoveerde Excelsior, waar hij een contract voor drie seizoenen tekende. Hij verliet Excelsior echter na een jaar en tekende vervolgens een eenjarig contract bij Fortuna Sittard, met een optie voor nog eens twee seizoenen. Ook bij Fortuna bleef hij maar een jaar. In juni 2024 tekende hij een tweejarig contract bij eerstedivisionist Roda JC Kerkrade, met een optie voor nog een jaar. In januari 2025 gingen Markelo en Roda JC in goed overleg uit elkaar. 

## Interlands
In september 2016 maakte Markelo zijn interlanddebuut voor het Nederlands voetbalelftal onder 18. Hij kwam vervolgens uit voor het O19-elftal en O20-elftal. In november 2018 speelde hij voor het eerst met Jong Oranje, in een met 3-0 verloren wedstrijd tegen Jong Duitsland.

## Clubstatistieken
| Seizoen | Club             | Competitie     | Competitie | Competitie | Beker | Beker | Europees | Europees | Overig | Overig | Totaal | Totaal |
| Seizoen | Club             | Competitie     | Wed.       | Dlp.       | Wed.  | Dlp.  | Wed.     | Dlp.     | Wed.   | Dlp.   | Wed.   | Dlp.   |
| ------- | ---------------- | -------------- | ---------- | ---------- | ----- | ----- | -------- | -------- | ------ | ------ | ------ | ------ |
| 2020/21 | Everton FC       | Premier League | 0          | 0          | 0     | 0     | 0        | 0        | 0      | 0      | 0      | 0      |
| 2020/21 | → FC Twente      | Eredivisie     | 13         | 0          | 0     | 0     | —        | —        | —      | —      | 13     | 0      |
| 2021/22 | Jong PSV         | Eerste divisie | 30         | 0          | 0     | 0     | —        | —        | —      | —      | 30     | 0      |
| 2022/23 | Excelsior        | Eredivisie     | 14         | 0          | 2     | 0     | —        | —        | 0      | 0      | 16     | 0      |
| 2023/24 | Fortuna Sittard  | Eredivisie     | 3          | 0          | 0     | 0     | —        | —        | 0      | 0      | 3      | 0      |
| 2024/25 | Roda JC Kerkrade | Eerste divisie | 3          | 0          | 1     | 0     | —        | —        | 0      | 0      | 4      | 0      |

Laatste wijziging: 22 december 2024.